# Viagens apostólicas de Leão XIV
Esta é uma lista das viagens apostólicas do papa Leão XIV durante o seu pontificado que se iniciou em 8 de maio de 2025.
Leão XIV ainda não realizou nenhuma viagem para fora da Itália desde que foi eleito, mas existe uma expectativa de que ele realize diversas viagens ao exterior devido ao seu espírito missionário e jovialidade.

## 2025
Nenhuma viagem apostólica foi realizada neste ano.

## Próximas viagens

### 2025
Turquia
A primeira viagem internacional de Leão XIV deve seguir o antigo cronograma do papa Francisco de visitar İznik, na parte asiática da Turquia, em ocasião das comemorações do 1.700º aniversário do Primeiro Concílio de Niceia em novembro.

### 2026
Uruguai,  Argentina e  Peru
É previsto que o papa visite os países sul-americanos como anunciado durante visita do presidente da Argentina, Javier Milei, ao Vaticano em junho de 2025. Leão XIV deve visitar o Uruguai e a Argentina, por serem países que Francisco nunca visitou durante seu pontificado, além de uma passagem pelo Peru; país em que ele foi missionário por anos como agostiniano e é cidadão naturalizado.

### 2027
Coreia do Sul
É previsto que o papa participe da Jornada Mundial da Juventude em Seul, no mês de agosto, como tradição dos papas anteriores.

## Resumo
Quantas vezes o papa Leão XIV esteve em cada continente:
| Ano  | # | Países | Notas |
| ---- | - | ------ | ----- |
| 2025 |   |        |       |